# Управление по расследованию коррупции среди высокопоставленных должностных лиц
Управление по расследованию коррупции среди высокопоставленных должностных лиц (кор. 고위공직자범죄수사처, сокращенно 공수처) — независимое агентство Республики Корея, ответственное за расследование преступлений и обвинений, связанных с «высокопоставленными должностными лицами» или их прямыми членами семьи.
УРК ответственно за контроль над 6500 «высокопоставленными должностными лицами», как действующими, так и бывшими, а также их супругами и детьми. Закон определяет высокопоставленными государственными должностными лицами парламентариев, прокуроров, судей и даже президента страны. Однако её следственные полномочия ограничиваются делами определёнными в Законе, оставляя другие виды обвинений и преступлений, например, дела о сексуальных домогательствах, на усмотрение Верховной прокуратуры.

## История
Закон о создании и деятельности УРК был принят Национальным собранием в декабре 2019 года и вступил в силу в июле 2020 года. Однако из-за отказа тогдашней оппозиционной «Силы народа» сотрудничать, не выдвинув свою долю членов Комитета по выдвижению кандидатов в главы УРК, оно не начало свою деятельность к установленной законом дате 1 июля 2020 года.
В феврале 2020 года Конституционный суд Кореи согласился рассмотреть дело, поданное «Силой народа» против его создания. Несмотря на нарушение сроков рассмотрения (суд не огласил своё решение менее чем за 180 дней со дня принятия дела к рассмотрению), суд признал закон о создании УРК конституционным в январе 2021 года.
В декабре 2020 года Комитет по выдвижению кандидатов в главы УРК рекомендовал двух кандидатов президенту Мун Чжэ Ину — оба были первоначально рекомендованы президентом Ассоциации адвокатов. 21 января 2021 года Ким Джин Ук, бывший судья и адвокат Kim & Chang, был назначен первым главой Управления.
4 марта 2021 года генеральный прокурор Юн Сок Ёль подал в отставку из-за возражений против создания УРК, поскольку некоторые из его полномочий были изъяты в пользу Управления.
После введения президентом страны Юн Сок Ёлем военного положения 3 декабря 2024 года, Управление взяло на себя ведущую роль в расследовании обстоятельств произошедшего, осуществив в том числе задержание президента Юна.

## Организация
Директор УРК назначается президентом из двух кандидатов, рекомендованных Комитетом по выдвижению кандидатур. Комитет состоит из министра юстиции, министра национальной судебной администрации, президента Корейской ассоциации адвокатов и ещё четырёх членов, двух из которых рекомендует правящая партия, и ещё двух — оппозиция. Срок полномочий директора и заместителя директора составляет три года. Они не могут быть переизбраны повторно. Кроме того, пенсионный возраст директора составляет 65 лет, а заместителя директора — 63 года. 
Изначально для одобрения двух кандидатов необходимо было одобрение шести членов Комитета. После того, как первый Комитет по выдвижению кандидатур зашёл в тупик, поскольку два члена, рекомендованные тогда оппозиционной партией «Сила народа», воспользовались своим правом вето в отношении всех кандидатов, рекомендованных другими пятью членами. В связи с этим тогдашняя правящая «Демократическая партия» успешно протолкнула законодательную поправку для изменения этого условия. Изменённый закон теперь гласит, что для выдвижения кандидатур Комитетом необходимо согласие только 5 из 7 членов, что фактически устранило право вето для оппозиционной партии.
Закон допускает максимум 25 прокуроров, включая главу офиса и его заместителя. Срок полномочий прокуроров составляет 6 лет с возможностью продления, пенсионный возраст — 60 лет. Число следователей не может превышать 40 человек. Срок их полномочий также 6 лет с возможностью продления, пенсионный возраст — 60 лет. Кроме того, для решения административных вопросов может быть привлечено до 20 сотрудников.

## Список директоров агентства
| № | Имя         | Фото | Срок полномочий        | Срок полномочий | Президент                                                                   | Президент  | Примечания                                                |
| № | Имя         | Фото | Вступление в должность | Отставка        | Президент                                                                   | Президент  | Примечания                                                |
| - | ----------- | ---- | ---------------------- | --------------- | --------------------------------------------------------------------------- | ---------- | --------------------------------------------------------- |
| 1 | Ким Джин Ук |      | 21 января 2021         | 20 января 2024  |                                                                             | Мун Чжэ Ин |                                                           |
| — | Ё Ун Гук    |      | 20 января 2024         | 28 января 2024  |                                                                             | Юн Сок Ёль | Заместитель директора и исполняющий обязанности директора |
| — | Ким Сон Гю  |      | 28 января 2024         | 21 мая 2024     | Начальник 1-го следственного управления и исполняющий обязанности директора | Юн Сок Ёль |                                                           |
| 2 | О Дон Ун    |      | 21 мая 2024            | в должности     |                                                                             | Юн Сок Ёль |                                                           |